# Сальвани, Провенцано
Провенцано Сальвани, (итал. Provenzano Salvani) (около 1220, Сиена — июнь 1269, Колле-ди-Валь-д’Эльса) — лидер сиенских гибеллинов, военачальник.

## Биография
Родился, вероятно, около 1220 года в Сиене в семье, игравшей важную роль в политической жизни города: Сальвани в 1250—1270 годах многократно занимали должности в гибеллинских правительствах Двадцати четырёх.
В 1246—1247 годах, а также в 1252 и 1259 занимал административную должность в Биккерне — финансовом ведомстве Сиенской республики. С 1249 года его положение в городе непрерывно укрепляется, он при поддержке сиенских гибеллинов занимает важные должности, участвует в многочисленных комиссиях, выезжает в составе миссий в соседние города, многократно (в 1255, 1258, 1259, 1260, 1261) входит в состав Двадцати четырёх.
В 1250-х годах ввиду нового конфликта с гвельфами и Флоренцией Провенцано предпринимает активные дипломатические шаги для сплочения союза проимперских сил в Тоскане и соседних областях Италии.
В результате двух посольств к сицилийскому королю Манфреду в 1257 и 1259 году город получил от него поддержку: в Сиену прибыла германская кавалерия, которая поступила под командование Провенцано.
4 сентября 1260 года возглавлял сиенскую армию, разбившую войска Флоренции и гвельфов при Монтаперти. Эта победа сделала Провенцано признанным лидером Сиены, а сама Сиена возглавила гибеллинскую лигу городов в Тоскане. В 1262 году стал подеста Монтепульчано и был возведён в рыцарское достоинство.
Однако доминирующее положение Сиены длилось недолго. После высадки Карла Анжуйского в 1265 году и его победы над Манфредом в 1266 и над Конрадином в 1268 году гибеллинская партия стала терять свои позиции. Во Флоренции и в большинстве городов Тосканы к власти вернулись гвельфы. В самой Сиене всё чаще вспыхивали волнения, направленные против гибеллинского правительства. Провенцано, однако, успешно справлялся с ними.
В июне 1269 года состоялась битва при Колле-ди-Валь-д’Эльса, в которой сиенское войско потерпело поражение от анжуйской армии. Сам Сальвани был схвачен и, по свидетельству Джованни Виллани, обезглавлен. Его голову на острие копья пронесли через лагерь победителей.

## В литературе
Данте в «Божественной комедии» (Чистилище XI, 109—142) помещает Провенцано в Чистилище за гордыню, за то, что он «захотел держать один всю Сьену в крепкой длани». Однако наказание было смягчено за смирение, которое он выказал, чтобы выручить друга, попавшего в плен к Карлу Анжуйскому. Тогда могущественный Сальвани сидел на Пьяцца-дель-Кампо в центре Сиены, и смиренно просил сограждан пожертвовать деньги на выкуп, пока нужная сумма не была собрана.